# Жак Ігнас Хітторфф
Жак Ігнас Хітторфф (фр. Jacques Ignace Hittorff), при народженні Якоб Ігнац Гітторф (нім. Jakob Ignaz Hittorff) — французький архітектор німецького походження, археолог, історик архітектури. У своїх роботах дотримувався класичного стилю, надихаючись римськими та грецькими зразками, але водночас експериментував із сучасними будівельними техніками та матеріалами.

## Біографія
Народився Кельні 20 серпня 1792 року у сім'ї бляхарів. З юності готувався до професії архітектора. Оскільки Кельн на той час належав Франції, в 1810 році Хітторфф скористався своїм правом французького громадянина й переїхав до Парижа. Там він вступив до Національної вищої школи образотворчих мистецтв, де навчався у Шарля Персьє. Однак у 1814 році, після Віденського конгресу, згідно з яким Кельн відійшов до Пруссії, Хітторфф вже не міг далі навчатися й готуватися до конкурсу на престижну Римську премію. Проте завдяки протекції архітектора Франсуа-Жозефа Беланже, під керівництвом якого Хітторфф виконував перші роботи, він зміг займатися оформленням придворних церемоній і свят.
1822 року Хітторфф здійснив свою давню мрію: подорож до Італії. Він пробув там два роки, відвідав, зокрема, Рим та Сицилію, та зробив важливе відкриття про поліхромію античної архітектури. У статті на цю тему він першим опублікував реконструкцію давньогрецького храму з відновленими квітами настінних розписів та скульптур.
Повернувшись до Франції, Хітторфф стає одним із провідних архітекторів Парижа. У 1824 році він одружується з Елізабет Лепер, дочкою відомого архітектора Жана-Батиста Лепера. У 1830 році бере участь у заснуванні Вільного товариства образотворчих мистецтв; 1831 року його обирають президентом. У 1842 році Хітторфф знову набув французького громадянства, а в 1853 стає членом Академії образотворчих мистецтв.
Помер 25 березня 1867; похований на цвинтарі Монмартр. Свої папери — малюнки, ескізи, листи — він заповідав кельнському музею Вальрафа-Ріхарца.
На честь Хітторффа названо одну з вулиць у X окрузі Парижа (rue Hittorf).

## Основні роботи та критика
Хітторфф зробив значний внесок у формування образу Парижа XIX століття, і його архітектурна спадщина в цьому місті дуже велика. У віці 18 років він брав участь, під керівництвом Беланже, у будівництві зерносховища (нинішня будівля Торгової біржі), чий купол із чавуну став першою конструкцією такого роду у Франції тієї епохи. Однією з перших значних робіт Хітторффа стала церква Святого Вікентія де Поля, яку він проєктував і будував спільно з Жаном-Батистом Лепером та в оформленні якої реалізував принципи поліхромії. З 1833 по 1854 рік працював над оформленням Площі Згоди: фонтанів, ліхтарів у вигляді ростральних колон і п'єдесталу для єгипетського обеліска. У ці ж роки Хітторфф створив фонтани, ліхтарі та ряд будівель на Єлисейських полях, у тому числі літній цирк і ротонду, що не збереглися. З 1850 по 1851 рік працював над будівлею Зимового цирку. У 1850-х роках брав участь в османізації Парижа, проєктував нове оформлення площі Зірки. Однак він не зійшовся у поглядах з бароном Османом, і внаслідок їхнього конфлікту кар'єра Хітторфф пішла на спад. З 1855 по 1865 будував будинок мерії I округу Парижа; з 1861 по 1864 — Північний вокзал, що став його останньою роботою в Парижі. Архітектурний стиль Хітторфф характеризується як раціональний та еклектичний.
Відомий насамперед як архітектор, Хітторфф також був впливовою фігурою в галузі історії мистецтв. Він брав активну участь у дискусіях того часу, перекладав (переважно з англійської) праці з археології, був популяризатором і критиком мистецтва. Хітторфф також опублікував ряд власних робіт, зокрема про давню та сучасну архітектуру Сицилії. Найбільше значення має висловлена ним гіпотеза про поліхромію в античній архітектурі, яку він послідовно аргументував і розвивав у низці публікацій. Вона зробила істотний внесок у європейську археологію ХІХ століття, а також сприяла популяризації поліхромії в сучасній архітектурі.